# NK Lokomotiva Zagreb
NK Lokomotiva Zagreb is een Kroatische voetbalclub uit de hoofdstad Zagreb.
De club werd na de Eerste Wereldoorlog opgericht en bereikte in 1946 de hoogste klasse van Joegoslavië. In het eerste seizoen werd de 7de plaats binnen gehaald. Het volgende seizoen deed de club nog beter met een 4de plaats. Nadat enkele seizoenen met de degradatie geflirt werd haalde de club in 1952 de 3de plaats binnen. De volgende seizoenen waren dan weer middelmatig en in 1955 volgde een degradatie.
Na één seizoen kon de club terugkeren, maar dit was de zwanenzang voor de club. Lokomotiva eindigde laatste en zou tot 2009 nooit meer terugkeren naar het hoogste niveau. Na twee promoties op rij speelt de club in 2008/09 in de Kroatische tweede klasse. In 2009 promoveerde de club zelfs naar de hoogste klasse. Na een achtste plaats volgde een veertiende en een zevende plaats. In 2013 werd de club vicekampioen met twintig punten achterstand op stadsrivaal GNK Dinamo Zagreb.  

## Erelijst
- Kroatische beker

Finalist: 2013

## Eindklasseringen vanaf 1993
| Seizoen | Competitie       | Niveau | Eindstand | Beker        | Opmerking                   |
| ------- | ---------------- | ------ | --------- | ------------ | --------------------------- |
| 1992/93 | 3. HNL-Centrum   | III    | 3         | --           |                             |
| 1993/94 | 3. HNL-Zagreb    | III    | 5         | --           |                             |
| 1994/95 | 3. HNL-Zagreb    | III    | 5         | --           |                             |
| 1995/96 | 3. HNL-Zagreb    | III    | 3         | --           |                             |
| 1996/97 | 2. HNL-Centrum   | II     | 10        | --           |                             |
| 1997/98 | 2. HNL-Centrum   | II     | 14        | --           |                             |
| 1998/99 | 3. HNL-Centrum   | III    | 3         | --           |                             |
| 1999/00 | 3. HNL-Centrum   | III    | 7         | --           |                             |
| 2000/01 | 3. HNL-Centrum   | III    | 12        | --           |                             |
| 2001/02 | 3. HNL-Centrum   | III    | 4         | --           |                             |
| 2002/03 | 3. HNL-Centrum   | III    | 10        | --           |                             |
| 2003/04 | 3. HNL-Centrum   | III    | 13        | --           |                             |
| 2004/05 | 3. HNL-Centrum   | III    | 9         | --           |                             |
| 2005/06 | 3. HNL-Centrum   | III    | 14        | --           |                             |
| 2006/07 | 1. ŽNL-Centrum A | IV     | 1         | --           |                             |
| 2007/08 | 3. HNL-West      | III    | 2         | --           |                             |
| 2008/09 | 2. HNL           | II     | 3         | --           |                             |
| 2009/10 | 1. HNL           | I      | 8         | --           |                             |
| 2010/11 | 1. HNL           | I      | 14        | 1e ronde     |                             |
| 2011/12 | 1. HNL           | I      | 7         | --           |                             |
| 2012/13 | 1. HNL           | I      | 2         | Finale       | < HNK Hajduk Split: 1-2/3-3 |
| 2013/14 | 1. HNL           | I      | 5         | --           |                             |
| 2014/15 | 1. HNL           | I      | 4         | kwartfinale  |                             |
| 2015/16 | 1. HNL           | I      | 4         | kwartfinale  |                             |
| 2016/17 | 1. HNL           | I      | 5         | kwartfinale  |                             |
| 2017/18 | 1. HNL           | I      | 5         | halve finale |                             |
| 2018/19 | 1. HNL           | I      | 6         | kwartfinale  |                             |
| 2019/20 | 1. HNL           | I      | 2         | Finale       | < HNK Rijeka: 0-1           |
| 2020/21 | 1. HNL           | I      | 8         | 8e finale    |                             |
| 2021/22 | 1. HNL           | I      | 5         | kwartfinale  |                             |
| 2022/23 | 1. HNL           | I      | 7         | kwartfinale  |                             |
| 2023/24 | 1. HNL           | I      | 5         | halve finale |                             |
| 2024/25 | 1. HNL           | I      | 8         | kwartfinale  |                             |
| 2025/25 | 1. HNL           | I      | .         |              |                             |

## Lokomotiva in Europa
Uitslagen vanuit gezichtspunt NK Lokomotiva Zagreb
| Seizoen                                                     | Competitie       | Ronde | Land                 | Club                   | Totaalscore | 1e W    | 2e W    | PUC |
| ----------------------------------------------------------- | ---------------- | ----- | -------------------- | ---------------------- | ----------- | ------- | ------- | --- |
| 2013/14                                                     | Europa League    | 2Q    | Vlag van Wit-Rusland | Dinamo Minsk           | 4-4 u       | 2-1 (U) | 2-3 (T) | 1.0 |
| 2015/16                                                     | Europa League    | 1Q    | Vlag van Wales       | Airbus UK Broughton FC | 5-3         | 3-1 (U) | 2-2 (T) | 2.5 |
|                                                             |                  | 2Q    | Vlag van Griekenland | PAOK Saloniki          | 2-7         | 2-1 (T) | 0-6 (U) | 2.5 |
| 2016/17                                                     | Europa League    | 1Q    | Vlag van Andorra     | UE Santa Coloma        | 7-2         | 3-1 (U) | 4-1 (T) | 5.5 |
|                                                             |                  | 2Q    | Vlag van Finland     | RoPS Rovaniemi         | 4-1         | 1-1 (U) | 3-0 (T) | 5.5 |
|                                                             |                  | 3Q    | Vlag van Oekraïne    | Vorskla Poltava        | 3-2         | 0-0 (T) | 3-2 (U) | 5.5 |
|                                                             |                  | PO    | Vlag van België      | Racing Genk            | 2-4         | 2-2 (T) | 0-2 (U) | 5.5 |
| 2020/21                                                     | Champions League | 2Q    | Vlag van Oostenrijk  | Rapid Wien             | 0-1         | 0-1 (T) |         | 1.0 |
| 2020/21                                                     | Europa League    | 3Q    | Vlag van Zweden      | Malmö FF               | 0-5         | 0-5 (U) |         | 1.0 |
| Totaal aantal behaalde punten voor UEFA coëfficiënten: 10.0 |                  |       |                      |                        |             |         |         |     |

Zie ook
- Deelnemers UEFA-toernooien Kroatië
- Ranglijst van alle clubs die in de diverse Europa Cups zijn uitgekomen

## Naamsveranderingen
- Željezničarski športski klub "Victoria" (1914-1919)
- Športski klub "Željezničar" (1919-1941)
- Hrvatski željezničarski športski klub "HŽŠK" (1941-1945)
- Fizkulturno društvo "Lokomotiva" (1945/1946)
- Fizkulturno društvo "Crvena Lokomotiva" (1946/1947)

## Bekende (ex-)spelers
- Arijan Ademi (januari 2012 - juni 2012)
- Milan Badelj (juli 2007 - juni 2008)
- Nino Bule (juli 2009 - januari 2012)
- Justin de Haas (2021-2023)
- Zlatko Papec (1952 - 1955)
- Marko Pjaca (2012-2014)
- Dino Škvorc (augustus 2011 - december 2011)
- Šime Vrsaljko (juli 2009 - december 2009)

1 Zelenika ·
2 Bartolec ·
3 Barišić ·
5 Mrčela ·
6 Husinec ·
7 Šovšić ·
8 Begonja ·
9 Marić ·
10 Puljić ·
11 Bručić ·
12 Radelić-Žarkov ·
13 Alghoul ·
14 Fiolić ·
16 Ćorić ·
17 Ceraj ·
18 Grezda ·
19 Prenga ·
20 Mišić ·
21 Janjiš ·
22 Kolar ·
23 Filipović ·
24 Andrijašević ·
25 Doležal ·
27 Leko  ·
28 Pamić ·
30 Gržan ·
31 Capan ·
77 Husejinović ·
Perić ·
Coach: Ćuk
Gorica · 
Istra 1961 · 
Osijek · 
Rijeka · 
Šibenik · 
Slaven Belupo · 
Hajduk Split · 
NK Varaždin · 
Dinamo Zagreb ·
Lokomotiva Zagreb